# Norwegische Nordische Skimeisterschaft 1940

Norges Skiforbund

Die Norwegische Nordische Skimeisterschaft 1940 (norwegisch Norgesmesterskapet på ski 1940) fand in Raufoss statt. Ausgetragen wurden sie vom lokalen Verein Raufoss IL und dem Norges Skiforbund, dem Norwegischen Skiverband. Ausgetragen wurden Meisterschaften im Skilanglauf, Skispringen sowie in der Nordischen Kombination. Ausgetragen wurden ausschließlich Herrenwettbewerbe. Erstmals wurde im Skilanglauf auch ein Staffelwettbewerb über 4 × 10 km ausgetragen.

## Ergebnisse

### Skilanglauf 18 km
| Platz | Sportler              | Verein               |
| ----- | --------------------- | -------------------- |
| 1     | Leif Slagtern         | Vestre Akers Skiklub |
| 2     | Annar Ryen            | IL Nansen            |
| 3     | Erling Evensen        | Mesnalien Skilag     |
| 4     | Olav Odden            |                      |
| 5     | John Strickert        | Brekkguten, Røros    |
| 6     | Kristian Lillegjelten |                      |

### Skilanglauf 30 km
| Platz | Sportler         | Verein           |
| ----- | ---------------- | ---------------- |
| 1     | Erling Evensen   | Mesnalien Skilag |
| 2     | Arve Ullseth     |                  |
| 3     | Arvid Hagen      |                  |
| 4     | Olav Odden       |                  |
| 5     | Gunnar Hanssveen |                  |
| 6     | Annar Ryen       | IL Nansen        |

### Skilanglauf Staffel 4 × 10 km
| Platz | Staffel       |
| ----- | ------------- |
| 1     | Nord-Østerdal |
| 2     | Vestopland    |
| 3     | Hedmark       |
| 4     | Aker          |
| 5     | Sør-Østerdal  |
| 6     | Oslo          |

### Skispringen
| Platz | Sportler             | Verein       |
| ----- | -------------------- | ------------ |
| 1     | Hilmar Myhra         | Kongsberg IF |
| 2     | Victor Clock         | IL i BUL     |
| 3     | Birger Ruud          | Kongsberg IF |
| 4     | Arnholdt Kongsgård   | Kongsberg IF |
| 5     | Carl Christian Lange |              |
| 6     | Trond Vedul          |              |

Das Springen fand auf dem Lønnbergbakken in Raufoss statt.

### Nordische Kombination
| Platz | Sportler              | Verein          |
| ----- | --------------------- | --------------- |
| 1     | Emil Kvanlid          | Drammens BK     |
| 2     | Olav Odden            | Gjøvik Skiklubb |
| 3     | Ola Normann Bakke     |                 |
| 4     | Torsteiin Skinnarland |                 |
| 5     | Hans Skogstad         |                 |
| 6     | Rolf Øvergård         |                 |

Der Kombinationswettbewerb bestand aus einem 18-km-Skilanglauf und einem Springen auf dem Lønnbergbakken.